# Valgerður Sverrisdóttir

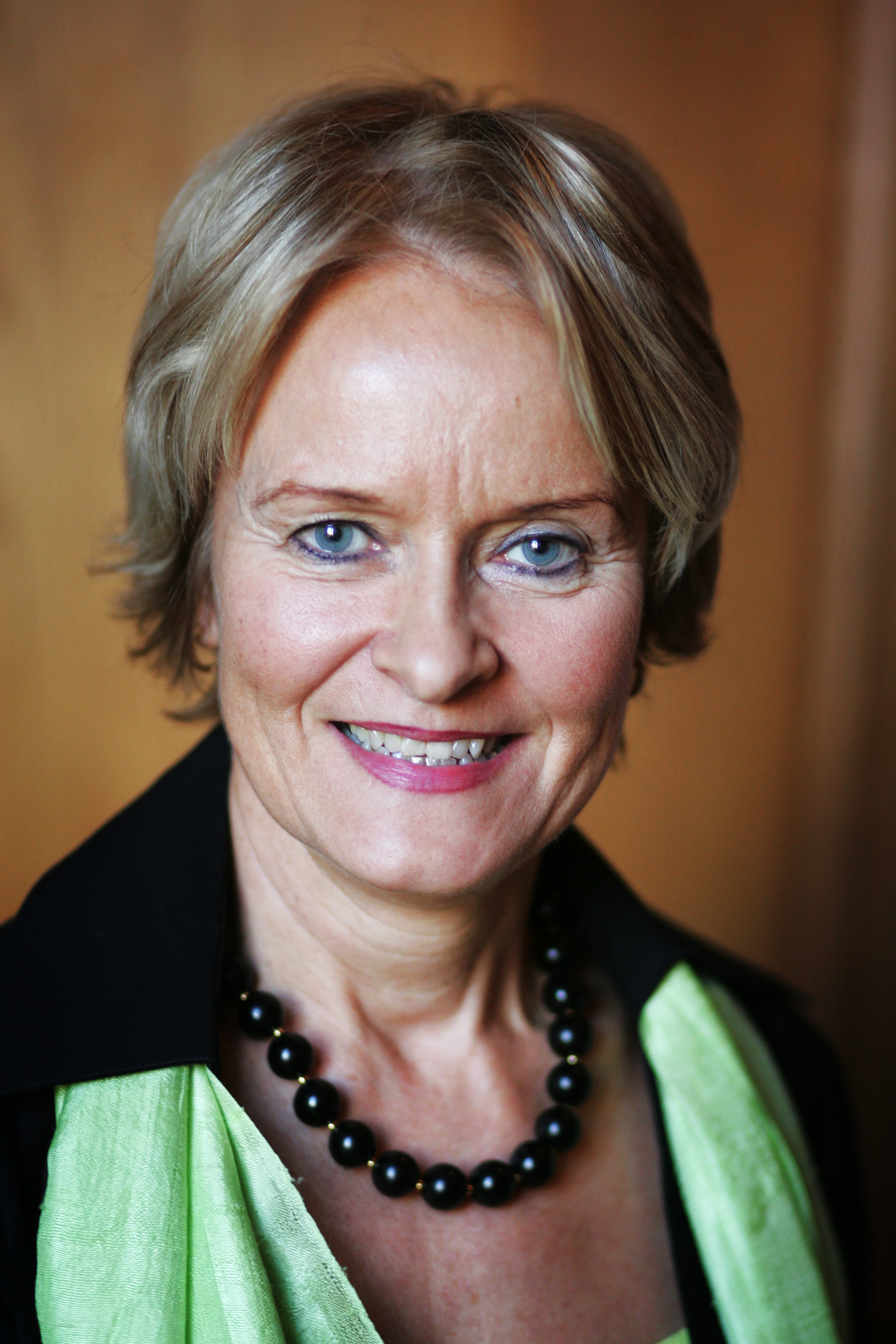
Valgerður Sverrisdóttir (2004)

Valgerður Sverrisdóttir (* 23. März 1950 auf dem Hof Lómatjörn in der Gemeinde Grýtubakki) ist eine isländische Politikerin (Fortschrittspartei).

## Leben
Valgerður gehörte von 1987 bis 2009 dem isländischen Parlament Althing an, zunächst als Vertreterin des damaligen Wahlkreises Norðurland eystra, seit 2003 für den Nordöstlichen Wahlkreis. Von 1999 bis 2006 war sie Ministerin für Industrie und Handel, 2004–2005 zugleich Ministerin für nordische Kooperation, und vom 15. Juni 2006 bis zum 24. Mai 2007 Außenministerin.
Von 2008 bis 2009 war Valgerður Sverrisdóttir Vorsitzende der Fortschrittspartei. Sie ist Trägerin des isländischen Falkenordens (Stórriddarakross, Kommandeur), der ihr am 1. Januar 2005 verliehen wurde.